# (3917) Франц Шуберт
(3917) Франц Шуберт (нем. Franz Schubert) — типичный астероид главного пояса. Он был открыт 15 февраля 1961 года немецким астрономом Фраймутом Бёрнгеном в обсерватории Таутенбурга и назван в честь великого австрийского композитора  Франца Шуберта.

Орбита астероида Франц Шуберт и его положение в Солнечной системе